# Gewei

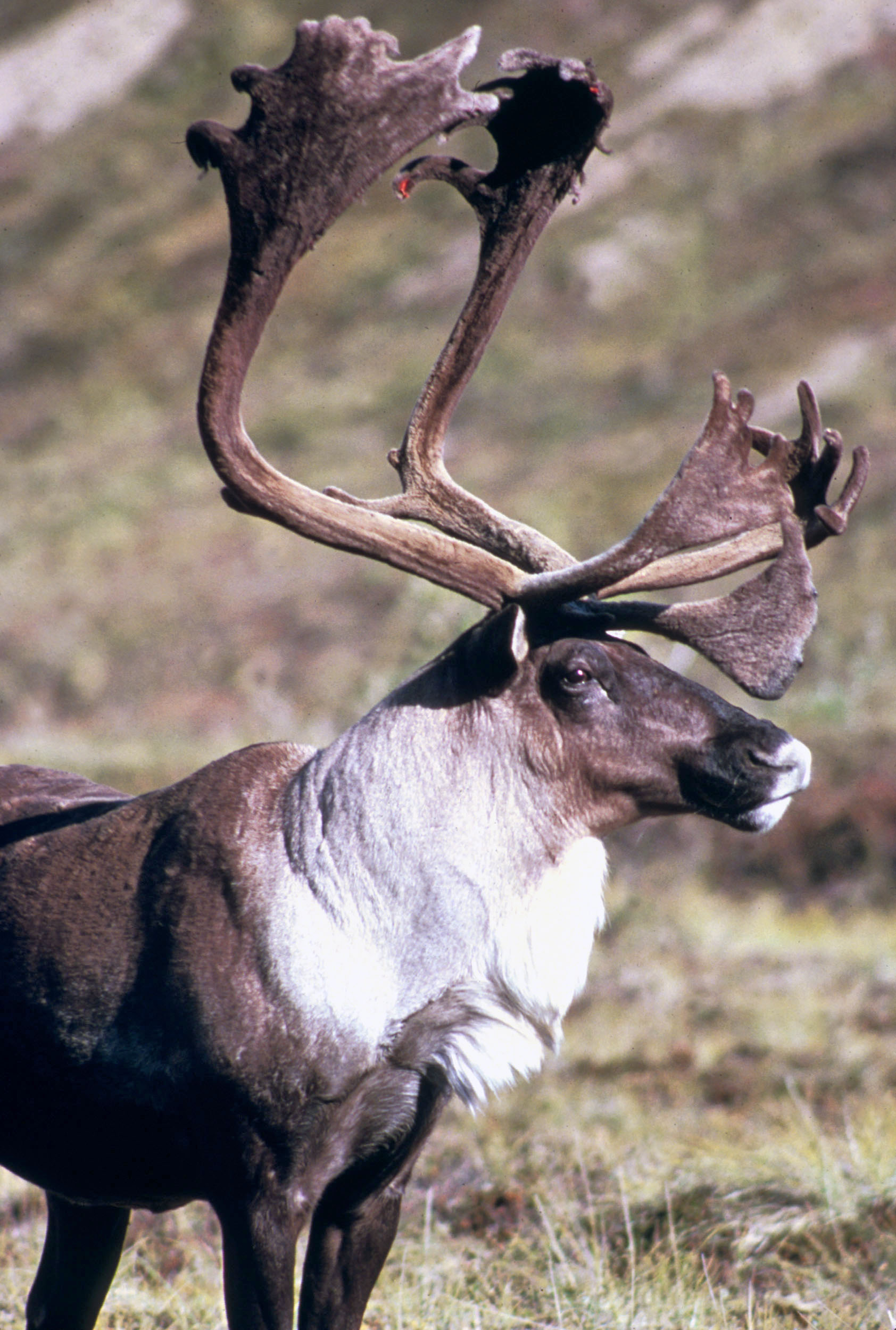
Gewei van een rendier

De ontwikkeling van een gewei, afbeelding uit het Nordisk familjebok

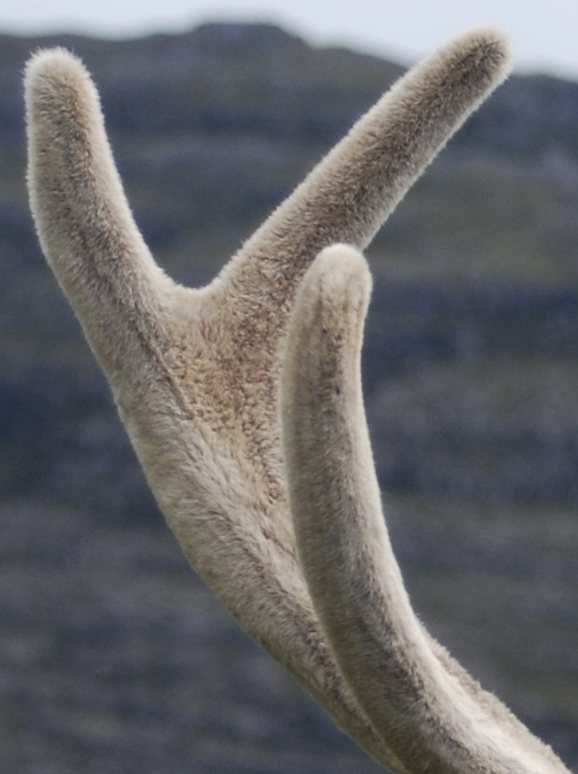
Fluwelen basthuid

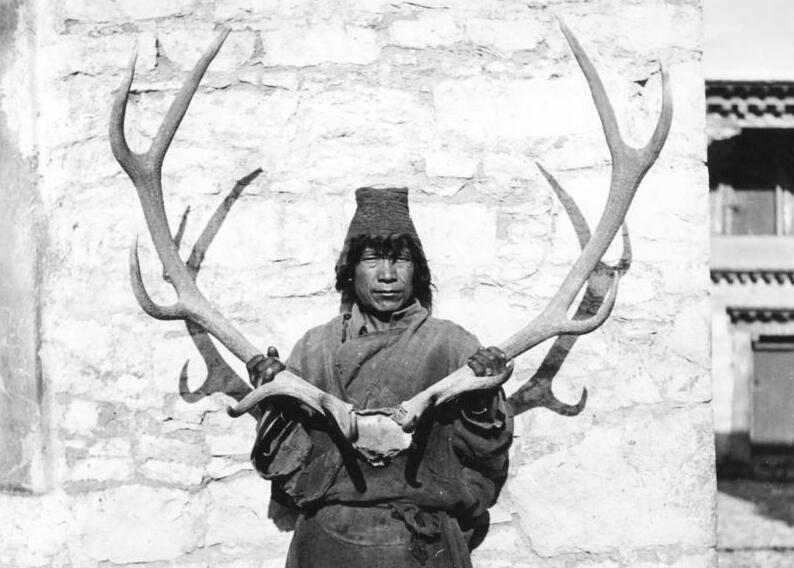
Foto genomen tijdens Tibetexpeditie in 1938

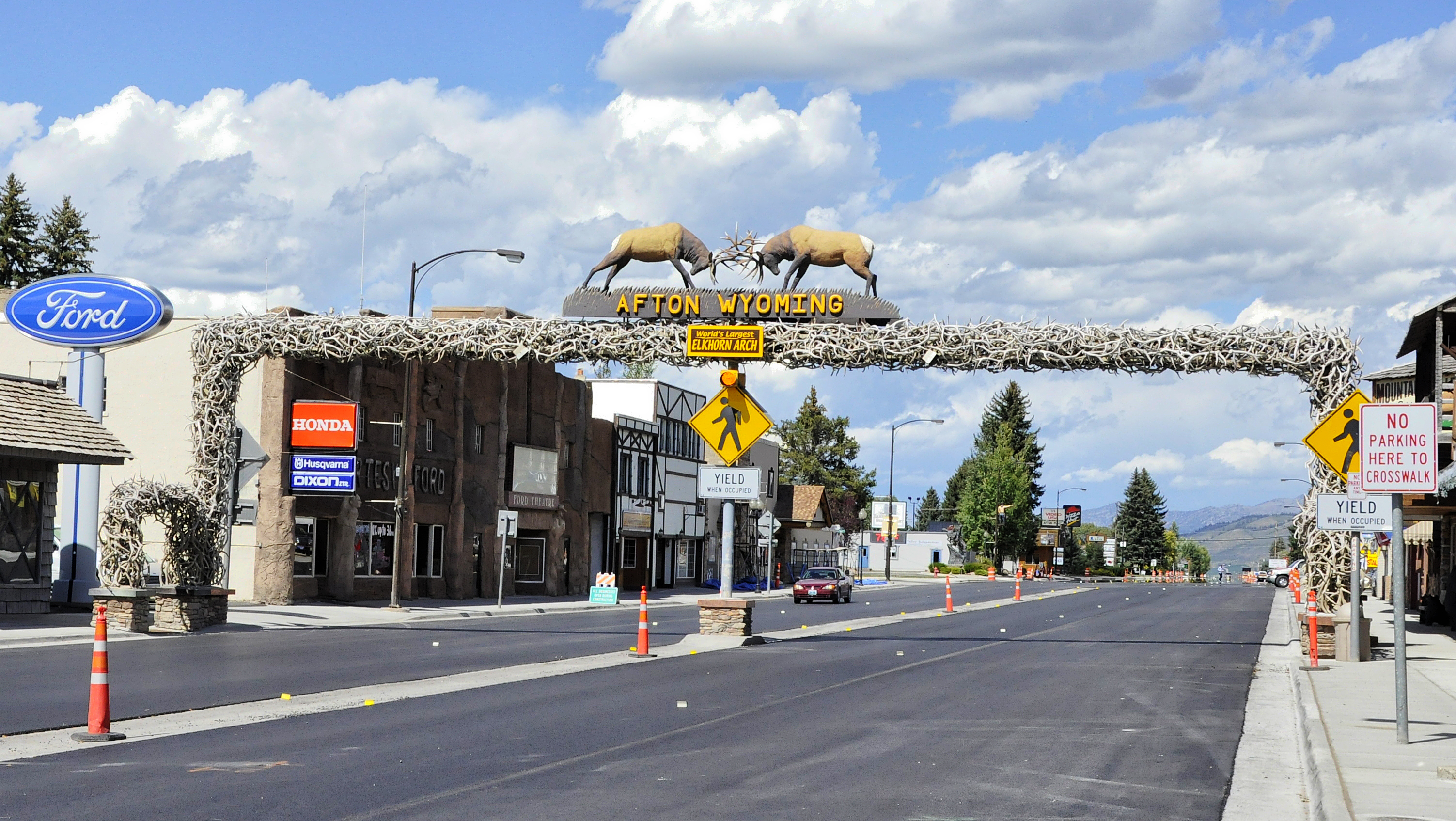
Een boog van 3011 wapitigeweien in Afton (Wyoming)

Een gewei is het stel uit bot bestaande hoorns van herten. Het dient vooral om seksuele concurrenten te intimideren en ook als wapen. Bij de meeste soorten draagt alleen het mannetje een gewei. Alleen bij de rendieren heeft ook het vrouwtje een gewei, maar dit is kleiner dan dat van het mannetje. De Chinese waterree heeft helemaal geen gewei.
Een kalf krijgt al jong knobbels op zijn voorhoofdsbeenderen, waaruit later het gewei zal groeien. Het gewei wordt jaarlijks afgeworpen en opnieuw gevormd, gewoonlijk groter en forser dan het vorige. Als het gewei volgroeid is, gaat de huid jeuken, zodat het hert die afschuurt tegen bomen en struiken. De doorbloeding van het gewei stopt dan, zodat het gevoelloos wordt en afsterft. Toch duurt het dan nog maanden voor het afgeworpen wordt. Nadat de huid weggeschuurd is, verkleurt het gewei. De uiteindelijke kleur verschilt per soort en hangt ook af van de vegetatie.

## Functie
Het gewei is vermoedelijk zijn evolutie begonnen als afweer tegen roofdieren. Daarna werd het vooral een strijdmiddel tussen seksuele concurrenten. Ook die functie is intussen naar de achtergrond gedrukt: het gewei voorkomt nu juist de meeste gevechten tussen rivalen, omdat die aan de hand van het gewei elkaars kracht en conditie kunnen beoordelen en zodoende zinloze confrontaties vermijden. Wanneer het toch tot een gevecht komt zijn ernstige wonden zeldzaam. Dodelijke verwondingen worden soms als ongelukkig toeval veroorzaakt door een moordenaarsgewei, een gewei waarin door een breuk of afwijking een scherpe punt voorkomt. De opvatting dat het gewei vooral als selectiemechanisme dient, wordt ondersteund door een dubbele afwijking bij de ree, waar niet de conditie maar de leeftijd de voortplantingsmogelijkheden bepaalt. Daardoor heeft een indrukwekkend gewei minder betekenis, en in overeenstemming hiermee is het reeëngewei vrij klein, slechts zo'n twee procent van het lichaamsgewicht.

## Uiterlijk, genen en biotoop
De verkleuring van het gewei na het verwijderen van de huid verschilt per soort. Direct na het afschuren is het gelige wit van levend bot te zien. Bij reeën wordt het geheel donkerder, bij edelherten blijven de punten wit. De uiteindelijke kleur hangt af van de vegetatie, maar het is onduidelijk of dit komt door de rechtstreekse inwerking van plantensappen of via de voeding. Ook bloedresten spelen een rol in de kleur, misschien doordat de oppervlakte van het gewei slijt en zo oude adertjes blootlegt.
De hoofdvorm van het gewei wordt bepaald door de genen en is dus elk jaar hetzelfde en even uniek als een vingerafdruk. Kenners herkennen een individu zelfs nog aan het gewei als dat tussen de ontmoetingen tweemaal gewisseld is. Ook kan men aan de geweivorm zien of een hert bijvoorbeeld uit een Roemeense of een Nederlandse populatie komt.
Opvolgende geweien van opgroeiende herten worden zwaarder en meer vertakt, maar oudere herten krijgen weer een eenvoudiger gewei, soms tot er alleen nog lange spitsen uitgroeien. Er is dus geen vast verband tussen leeftijd en gewei. Het gewei kan, afhankelijk van de soort, tot vijf of tien procent van het lichaamsgewicht uitmaken. Bij elanden komen twee genetisch bepaalde geweivormen voor: een plat schoffelgewei zoals bij het damhert en een stanggewei. De groeipunt van het elandgewei is met een lengtewinst tot anderhalve centimeter per dag het snelstgroeiende zoogdierweefsel dat bekend is.
Gezondheid en de kwaliteit van de biotoop hebben veel invloed op het gewei, omdat het jaarlijks aanmaken van een gewei veel mineralen en energie vereist. Huid en bot-einden van het gewei zijn ongewoon goed doorbloed om de snelle groei mogelijk te maken.
Zeer interessant in dit verband zijn de jachttrofeeën die hertog Maurits van Saksen en zijn opvolgers in Burcht Moritzburg bij Dresden te pronk gehangen hebben. Geweien van edelherten werden alleen geconserveerd als ze minstens 24 enden hadden, een aantal dat tegenwoordig als praktisch onmogelijk geldt. Een van die geweien weegt bijna 20 kilogram. Ook gold het dier pas als jachtwild wanneer het minstens 150 kilo woog; tegenwoordig geldt dat als bovengrens voor het gewicht van een edelhert.
Verklaringen voor het kennelijke verschil tussen vroegere en huidige edelherten worden gezocht in bejaging en leefomgeving. Jagers schieten bij voorkeur grote herten met grote geweien af, wat kan leiden tot een genetische selectie op bescheidener dieren. Maar het leefmilieu heeft aantoonbaar invloed. Onder invloed van de levensomstandigheden verschraalden edelherten en hun geweien op de Veluwe sinds de 17e eeuw, om in de tweede helft van de twintigste eeuw weer forser te worden.

## Terminologie
Rond geweien bestaat vrij uitgebreid jargon. De verlengstukken van de voorhoofdsbeenderen heten rozenstokken. Daaruit groeien de stangen, de hoofdtakken van het gewei. Een hert dat minstens een keer van gewei gewisseld is, heeft net boven zijn rozenstok een ruwe krans rond elke stang, de roos of rozenkrans. Het breukvlak na het afwerpen zit net onder de rozenkrans en wordt aangeduid als de zegel. Een geweipunt wordt end genoemd, maar bij een eenjarig kalf met gewoonlijk een onvertakt gewei spreekt men van spitsen en het kalf is dan ook een spitser. Oudere geweien en hun dragers worden aangeduid als 8-enders of achters, 12-enders, etc. Als één stang vier uiteinden heeft en één stang drie dan spreekt men over een  oneven zevenender. Als één stang 9 en de ander 8 enden heeft, dan spreekt men ook van een 18-ender of voluit een oneven 18-ender. Het hoogste aantal bepaalt de naamgeving. De huid op een gewei heet bast en het afschuren daarvan wordt vegen genoemd. Wanneer een oud hert een kleiner gewei heeft dan in voorgaande jaren, zegt men dat het gewei terugzet.
De vertakkingen van het edelhertengewei hebben afzonderlijke namen. Van beneden naar boven: oogtak, ijstak, middentak, wolfstak en kroon. De ijstak en de oogtak ontbreken soms, de wolfstak bijna altijd. Een gesplitste geweitop heet een gaffel; een kroon is een geweitop waar meerdere vertakkingen dicht bij elkaar ontspruiten. Specifieke vormen zijn de dubbele gaffelkroon met twee keer twee vertakkingen en de bekerkroon, waar drie of meer vertakkingen een holte in het midden creëren. Lang niet elk edelhert heeft een kroon en kronen op beide stangen zijn uitzonderlijk. Reeën hebben geen ijstak, wolfstak of kroon, maar kunnen wel een achtertak hebben. De afwijkende geweivorm bij het damhert en sommige elanden heet schoffelgewei.

## Jaarcyclus van groei tot afwerpen
De cyclus van het gewei wordt beschreven aan de hand van het edelhert, maar is in principe voor alle hertachtigen hetzelfde, alleen vormen en periodes verschillen. Zo ontwikkelen reekalveren, afwijkend van het onderstaande, eerst kleine botknopjes die ze bijna meteen weer afwerpen. Daarna komt pas het eerste gewei.
Acht maanden na de geboorte worden bij het bokje van het edelhert de rozenstokken zichtbaar. Binnen een jaar zijn die vijf tot acht centimeter lang en begint het gewei te groeien. Tussen de rozenkransen en de spitsen is dan wel een verdikking zichtbaar, maar nog geen echte rozenkrans. Het gewei is aan de basis wat dikker dan de rozenstokken, maar er is nog geen rozenkrans. De spitsen worden tien tot veertig centimeter lang en zitten dus aan de schedel vast. Het gewei groeit door celdeling vanuit de punten. Oudere cellen verkalken en sterven af. In juli stopt de groei en begint de huid af te sterven. In augustus vegen de bokken de huidflarden los langs takken en boomstammen.
Laat in de winter beginnen osteoclasten het bot boven aan de rozenstokken af te breken. Osteoclasten zijn botcellen die bij alle gewervelden voorkomen, en die normaal gesproken mineralen uit oud bot recyclen. Bij herten worden deze "botbrekers" (de letterlijke vertaling van osteoclast) plotseling zeer actief in het oplossen van calcium, zodat het bot zacht wordt. In maart of april zitten de spitsen dan los en worden ze afgeworpen, vaak met hulp van takken of struiken, tegelijk of soms enkele dagen na elkaar. De zegels zijn eerst nog rood en wat bloederig maar genezen snel.
Oudere herten hebben dezelfde cyclus, maar werpen hun gewei in februari of maart af, zodat hun gewei een langer groeiseizoen heeft. Bokken met veel mannelijke hormonen verliezen hun gewei het eerst. Het breukvlak bij het afwerpen ligt net onder de rozenkransen. De rozenstokken worden in de loop der jaren steeds korter en dikker, en bij een oud hert staat het gewei direct op de schedel. Van het achtste tot het twaalfde levensjaar heeft het edelhert gewoonlijk het grootste gewei.
Een verstoring van de hormoonhuishouding, bijvoorbeeld door een beschadigde balzak leidt tot afwijkende geweien. Castratie kort na het vegen leidt tot afworp van het gewei. Het nieuwe gewei dat onmiddellijk daarna groeit, krijgt gewoonlijk een afwijkende vorm. Dezelfde verwonding in de zomer, dus met een bastgewei, veroorzaakt een woekerend gewei, in elk geval bij reeën. Daarom wordt zo'n bok een pruikbok genoemd.